# Миокази
Мио̀кази (на македонска литературна норма: Миокази) е село в Северна Македония, в община Кичево.

## География
Разположено е в областта Рабетинкол в югоизточното подножие на Челоица.

## История
На километър източно от Миокази е разположена античната и средновековна крепост Кале, а южно от селото е Градище, на която има и неолитни находки.
В XIX век Миокази е село в Кичевска каза на Османската империя. В „Етнография на вилаетите Адрианопол, Монастир и Салоника“, издадена в Константинопол в 1878 година и отразяваща статистиката на населението от 1873 година, Миоказа (Miokaza) е посочено като село с 13 домакинства с 50 жители българи.
Според статистиката на Васил Кънчов („Македония. Етнография и статистика“) към 1900 година в Миокази живеят 200 българи християни.
На Етнографската карта на Битолския вилает на Картографския институт в София от 1901 година Миокази е чисто българско село в Кичевската каза на Битолския санджак с 20 къщи.
Цялото християнско население на селото е под върховенството на Българската екзархия. По данни на секретаря на екзархията Димитър Мишев („La Macédoine et sa Population Chrétienne“) в 1905 година в Миокази има 240 българи екзархисти.
Статистика, изготвена от кичевския училищен инспектор Кръстю Димчев през лятото на 1909 година, дава следните данни за Миокази:
| Домакинства | Гурбетчии | Грамотни | Грамотни | Грамотни | Неграмотни | Неграмотни | Неграмотни |
| Домакинства | Гурбетчии | мъже     | жени     | общо     | мъже       | жени       | общо       |
| ----------- | --------- | -------- | -------- | -------- | ---------- | ---------- | ---------- |
| 32          | 35        | 15       | 0        | 15       | 68         | 79         | 147        |

При избухването на Балканската война в 1912 година 3 души от селото са доброволци в Македоно-одринското опълчение.
След Междусъюзническата война в 1913 година селото попада в Сърбия.
На етническата си карта на Северозападна Македония в 1929 година Афанасий Селишчев отбелязва Миокази като българско село.
Според преброяването от 2002 година селото има 36 жители македонци.
От 1996 до 2013 година селото е част от община Вранещица.
Църквата „Свети Антоний“ е обновена в 1935 и отново в 1998 година, при което са изличени всички белези, които показват годината на изграждане.

## Личности
Родени в Миокази
- Бойче Павлев, български революционер от ВМОРО, четник на Петър Георгиев[13] и на Стоян Донски[14]
- Живко Новески (р. 1947), писател от Северна Македония
- Любе Софрониев, български революционер от ВМОРО, четник на Стоян Донски[14]